# محمد الرزاز
محمد الرزاز (1935 - 28 يناير 2011) يعد من أشهر وزراء المالية في مصر في عهد الرئيس مبارك وهو أول من طبق ضريبة المبيعات الشهير مطلع التسعينيات ورسم الأيلولة. وتولى المنصب بين 11 نوفمبر 1986 و11 يناير 1996. هو من مواليد القلج - مركز الخانكة - القليوبية، وتفوق في دراسة الحقوق وذهب في منحة دراسية للخارج وعاد للعمل أستاذاً للاقتصاد والمالية العامة في جامعة القاهرة ومن ثم تولى منصب وزير المالية وبعد خروجه من الوزارة عاد للتدريس في جامعة القاهرة وتوفي يوم 28 يناير 2011 وكان حتى آخر أيام عمره يستمر في تدريس الماليه العامة والتشريع الضريبي لطلبة الدراسات العليا بجامعة القاهرة.